# Manuela Testa
Manuela Testa (* 10. Mai 1983 in Alzano Lombardo) ist eine ehemalige italienische Grasskiläuferin. Sie wurde 2003 Juniorenweltmeisterin im Super-G und in der Kombination.

## Karriere
Testa wurde 1997 in den italienischen Grasski-Nationalkader aufgenommen. Im selben Jahr feierte sie mit dem Gewinn der italienischen Meisterschaft im Slalom ihren größten Erfolg auf nationaler Ebene. Ein erster internationaler Erfolg gelang ihr bei der Juniorenweltmeisterschaft 2000 mit dem Gewinn der Bronzemedaille im Slalom. Im Jahr 2003 feierte die damals 20-Jährige ihre größten Erfolge. Bei der Juniorenweltmeisterschaft in Goldingen siegte sie im Super-G und in der Kombination, wurde Zweite im Riesenslalom und Dritte im Slalom. Bei der Weltmeisterschaft 2003 in Castione della Presolana erreichte sie Platz vier im Super-G und Rang fünf im Riesenslalom. Die Saison 2003 war auch ihre erfolgreichste im Weltcup. Mit mehreren Top-10-Platzierungen erreichte sie den siebenten Rang im Gesamtweltcup. Zu Beginn der Saison 2004 bestritt Testa noch zwei FIS-Rennen in Traisen, danach beendete sie ihre Karriere.

## Erfolge

### Weltmeisterschaften
- Castione della Presolana 2003: 4. Super-G, 5. Riesenslalom

### Juniorenweltmeisterschaften
(nur Podestplatzierungen)
- Nakoyama 2000: 3. Slalom
- Goldingen 2003: 1. Super-G, 1. Kombination, 2. Riesenslalom, 3. Slalom

### Weltcup
- Beste Platzierung im Gesamtweltcup: 7. Rang in der Saison 2003

### Italienische Meisterschaften
- Italienische Meisterin im Slalom 1997